# یاروبا سیساکو
یاروبا سیساکو (انگلیسی: Yarouba Cissako؛ زادهٔ ۸ ژانویهٔ ۱۹۹۵) بازیکن فوتبال اهل فرانسه است.
از باشگاه‌هایی که در آن بازی کرده‌است می‌توان به باشگاه فوتبال زولته وارخم اشاره کرد.
وی همچنین در تیم‌های ملی فوتبال France national under-16 football team، زیر ۱۷ سال فرانسه، و زیر ۱۹ سال فرانسه بازی کرده‌است.